# From the New World
From the New World è il sesto album in studio da solista di Alan Parsons, pubblicato il 15 luglio 2022 dalla Frontiers Records.

## Descrizione
Tra il novembre del 2021 ed il marzo del 2022 Parsons, assieme ai membri della sua band, ha registrato presso il ParSonics i brani per il nuovo album che è stato poi pubblicato dalla Frontiers Records il 15 luglio. 

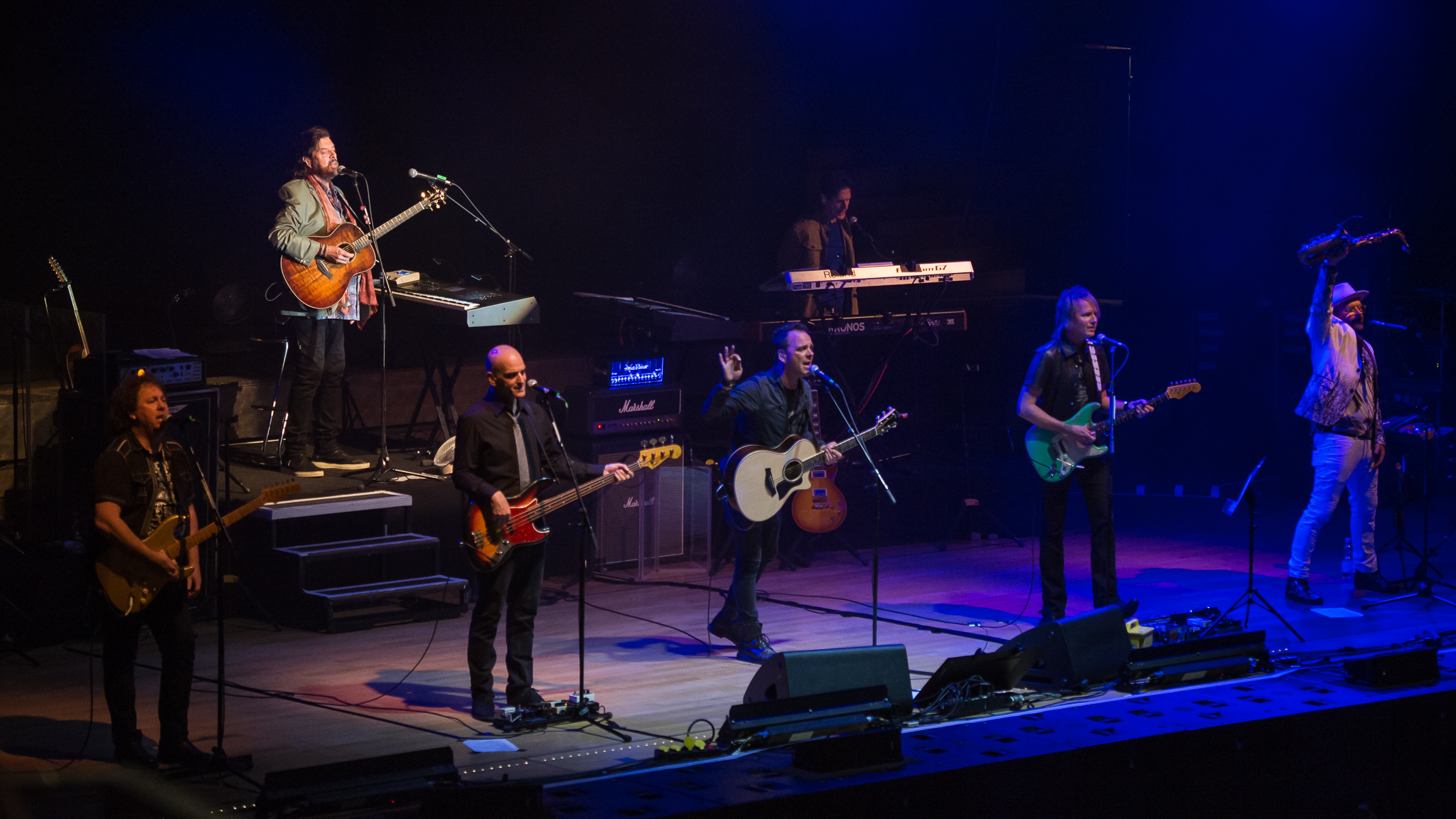
L'Alan Parsons Live Project nel 2017. Da sx Tracey, Parsons, Erez, Olsson, Brooks, Kollman e Cooper.

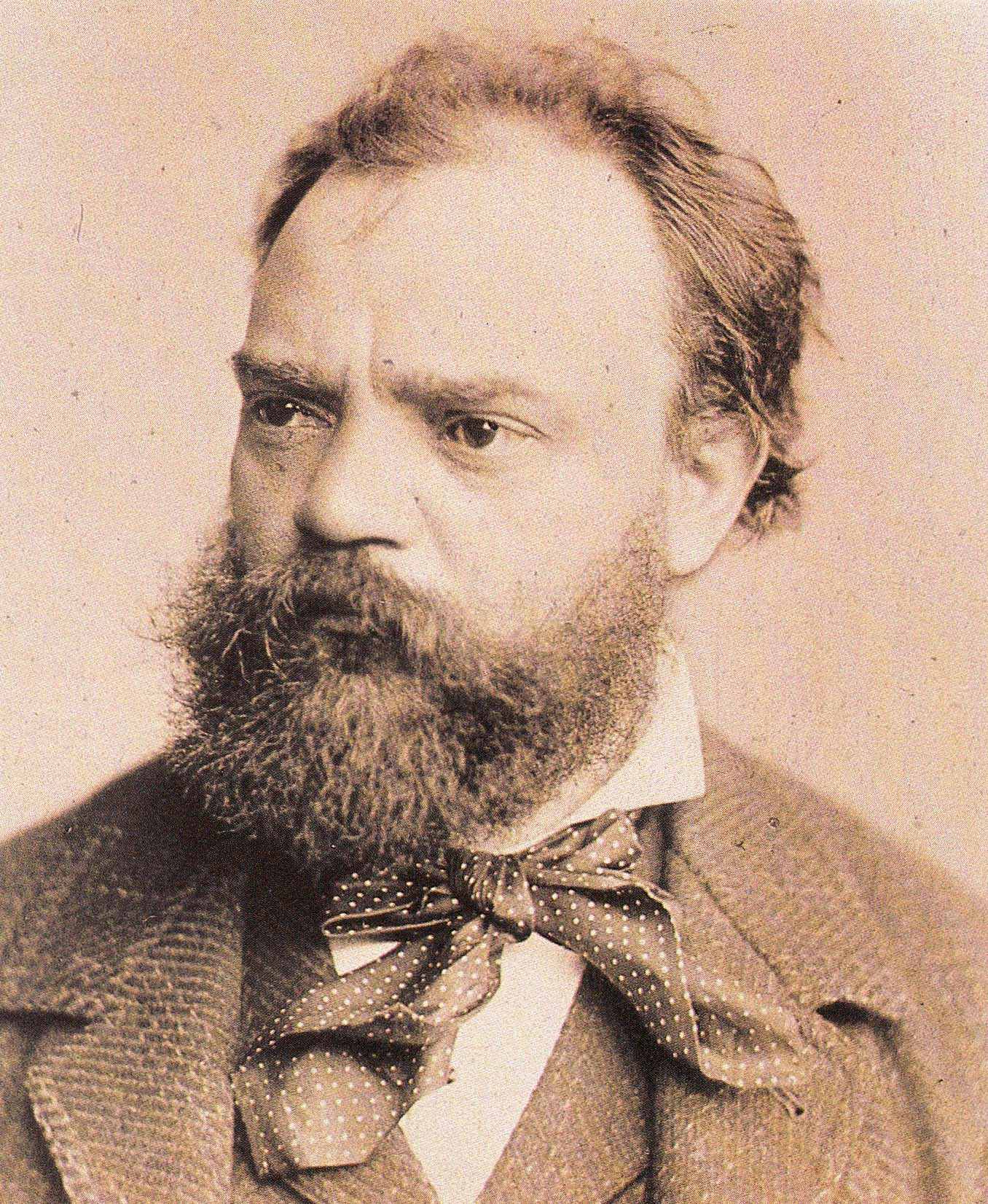
Antonin Dvorak nel 1882. La vita e le opere del compositore sono state fonte di ispirazione per l'album.

L'album prende il titolo dalla sinfonia n°9 in mi minore, intitolata appunto Dal nuovo mondo, del compositore Boemo Antonin Dvorak, che Parsons ascoltava da piccolo in quanto il padre la suonava spesso sul giradischi che avevano in casa.
Il titolo si riferisce al Nuovo Mondo, ossia il continente americano, poiché fu composta negli Stati Uniti d'America quando Dvořák era direttore del National Conservatory of Music of America di New York. La cultura locale stimolò e arricchì il compositore, che propose una sinfonia di matrice classica europea, ma contaminata dalla musica autoctona, come gli spiritual afroamericani e la musica dei nativi americani. Neil Armstrong portò l'opera sulla Luna durante la missione Apollo 11 nel 1969.
Nella realizzazione di From the New World sono coinvolti Todd Cooper, Guy Erez, Danny Thompson, Tom Brooks, Jeff Kollman, Dan Tracey e P.J. Olsson, che fanno parte dell'Alan Parsons Live Project. Come guest star sono convocati il cantante Mark Mikel, il chitarrista Joe Bonamassa, il cantante degli Styx Tommy Shaw, l'ex cantante degli Ambrosia David Pack e James Durbin. Parsons oltre che il produttore è coautore di tutti i brani, ingegnere del suono, cantante e corista.
Nei due mesi precedenti la pubblicazione del disco vengono rilasciati due singoli: Uroboros il 25 maggio e I Won't Be Led Astray il 23 giugno. In contemporanea con la pubblicazione dell'album, il 15 luglio 2022, viene rilasciato il terzo singolo Give 'Em My Love
All'interno dell'album viene inserita anche la cover del famoso brano delle Ronettes intitolato Be My Baby, fortemente voluto da Parsons, quale esempio perfetto del cosiddetto Wall of Sound inventato negli anni '60 dal produttore Phil Spector. Il brano viene cantato da Tabitha Fair.
(Alan Parsons, dal booklet del CD From the New World, 2022)

## Copertina e grafica
La grafica dell'album è curata dalla Dangerous Age del designer e art director greco Ioannis, altamente specializzato nella realizzazione di grafiche per album discografici.. La copertina rappresenta un uomo di spalle, evidentemente Parsons stesso, nel classico abito elegante utilizzato dai prestigiatori, su di un sentiero che si affaccia su di un corso d'acqua, che ad un'analisi attenta risulta essere il selciato del gigante che si trova nella contea di Antrim, sulla costa dell'Irlanda del Nord che affaccia sull'Atlantico. Al di là del corso d'acqua, che risulta quindi essere l'oceano Atlantico, vi è lo skyline di New York, a rappresentare il nuovo mondo cercato da Antonin Dvorak, una piramide tecnologica che richiama il passato di Parsons che si fa futuro, ed una serie di pianeti e mondi che rappresentano la ricerca odierna del nuovo mondo.

## Tracce

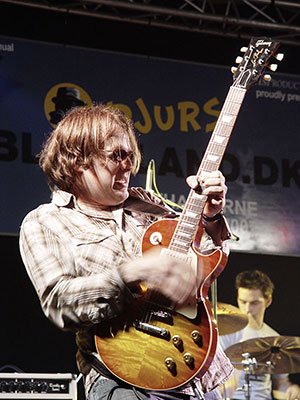
Joe Bonamassa nel 2014. Chitarrista in due brani Give 'Em My Love e I Won't Be Led Astray.

Edizioni musicali Frontiers Records.
1. Fare Thee Well – 4:33 (Todd Cooper, Doug Powell, Alan Parsons) – Voce, sassofono, tastiere e cori: Todd Cooper • Tastiere, chitarre e cori: Doug Powell • Basso: Guy Erez • Batteria: Danny Thompson • Chitarre: Jeff Kollman, Dan Tracey • Arrangiamento orchestrale e direzione d'orchestra: Tom Brooks
2. The Secret – 4:13 (Mark Mikel, Guy Erez, Jeff Kollman, Alan Parsons) – Voce, swarmandel e cori: Mark Mikel • Cori: Chris Shutters • Basso: Guy Erez • Batteria e percussioni: Danny Thompson • Tastiere: Tom Brooks • Chitarre: Jeff Kollman
3. Uroboros – 4:05 (Todd Cooper, Doug Powell, Alan Parsons) – Voce e cori: Tommy Shaw • Tastiere, chitarre e cori: Doug Powell • Basso: Guy Erez • Batteria: Danny Thompson • Tastiere: Tom Brooks • Chitarre: Jeff Kollman
4. Don't Fade Now – 4:12 (Guy Erez, Andy Ellis, Alan Parsons) – Voce: Alan Parsons • Voce e cori: P.J. Olsson • Cori: Todd Cooper • Chitarre e cori: Dan Tracey • Basso: Guy Erez • Batteria: Danny Thompson • Tastiere: Tom Brooks e Andy Ellis • Chitarre: Jeff Kollman
5. Give 'Em My Love – 3:17 (James Durbin, Julian Colbeck, Alan Parsons) – Voce, chitarre e cori: James Durbin • Chitarra solista: Joe Bonamassa • Basso: Guy Erez • Batteria: Danny Thompson • Tastiere: Tom Brooks • Chitarre: Jeff Marshall
6. Obstacles – 3:32 (Mark Mikel, Jeff Kollman, Alan Parsons) – Voce e cori: Mark Mikel • Cori: Scott Hunt • Basso: Guy Erez • Percussioni: Danny Thompson • Tastiere: Tom Brooks • Chitarre: Jeff Kollman
7. I Won't Be Led Astray – 4:36 (David Minasian, Kim Bullard, Alan Parsons) – Voce: David Pack • Cori: Alan Parsons • Chitarra solista: Joe Bonamassa • Violoncello: Mika Larson • Basso: Guy Erez • Batteria: Danny Thompson • Tastiere: Kim Bullard • Chitarre: Jeff Kollman e Tim Pierce
8. You Are The Light – 4:22 (Dan Tracey, Keith Howland, Alan Parsons) – Voce: Alan Parsons • Voce, chitarre e cori: Dan Tracey • Cori: Todd Cooper • Basso: Guy Erez • Batteria: Danny Thompson • Tastiere: Tom Brooks • Chitarre: Jeff Kollman e Doug Powell
9. Halos – 4:14 (P.J. Olsson, Dan Tracey, Alan Parsons) – Voce, basso, tastiere, programmazione e cori: P.J. Olsson • Basso: Guy Erez • Batteria: Danny Thompson • Chitarre: Dan Tracey e Jeff Kollman
10. Goin' Home – 4:45 (Antonin Dvorak, William Arms Fisher - reinventato da Tom Brooks, Alan Parsons) – Voce: Alan Parsons • Basso: Guy Erez • Batteria: Danny Thompson • Tastiere: Matt McCarrin • Chitarre: Jeff Kollman • Arrangiamento e direzione orchestrale: Tom Brooks
11. Be My Baby – 2:42 (Jeff Barry, Ellie Greenwich, Phil Spector) – Voce e cori: Tabitha Fair • Basso: Guy Erez • Batteria e percussioni: Danny Thompson • Tastiere, arrangiamento e direzione orchestrale: Tom Brooks • Chitarre: Jeff Kollman e Dan Tracey

Durata totale: 44:31

## Analisi

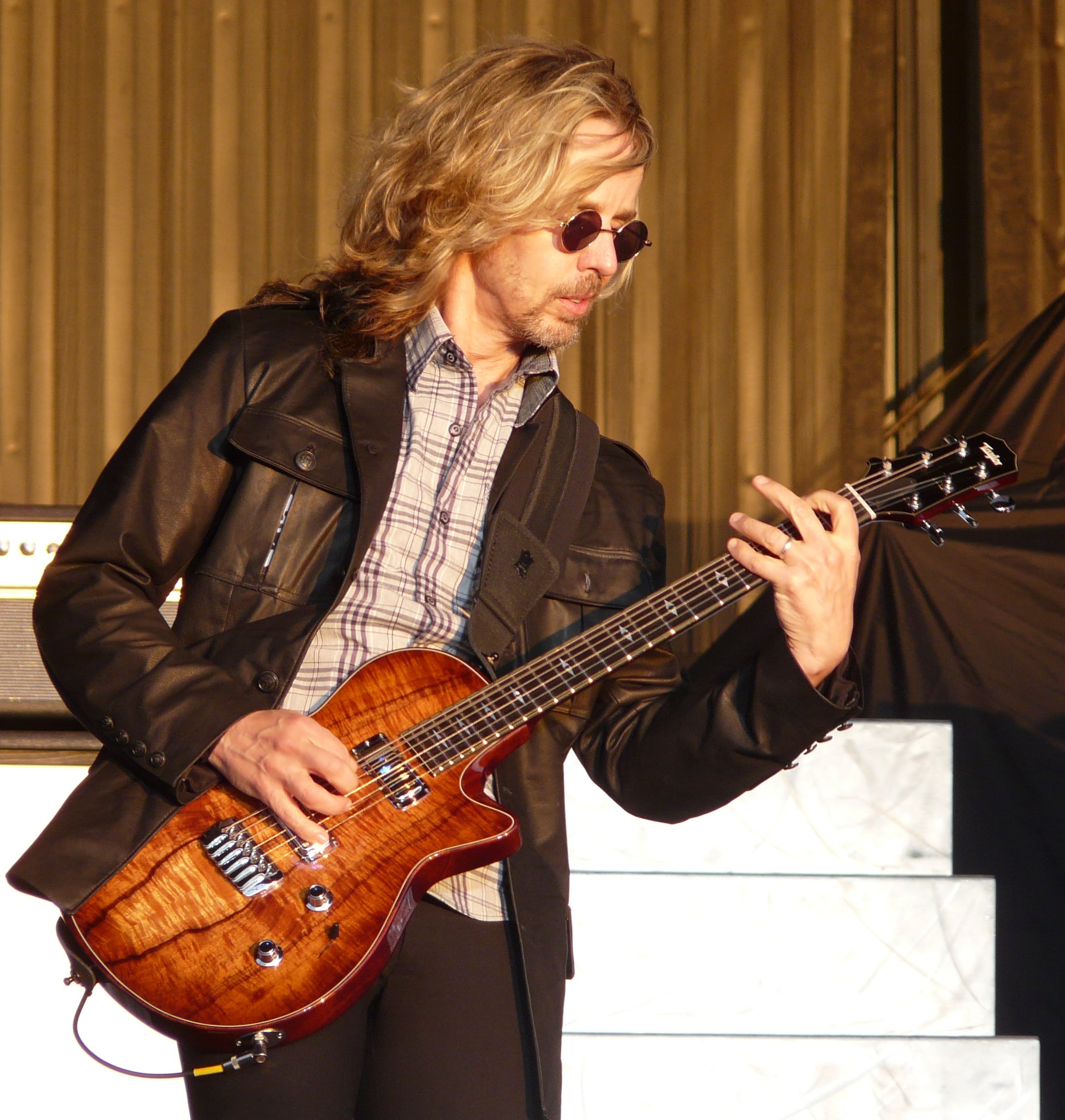
Tommy Shaw nel 2008. Canta il brano Uroboros.

Fare Thee WellBrano di apertura dell'album con un incipit elettronico strumentale con cui Parsons presenta le sue credenziali. Il brano, cantato da Todd Cooper, prosegue nel puro stile progressive con cambi di tempo e melodia, assoli di sassofono, interventi orchestrali e reminiscenze floydiane. Il brano è un vero e proprio saluto ad Eric Woolfson, compagno di Parsons in tante avventure e socio nel fondare il The Alan Parsons Project. Il testo del cantato è infarcito di titoli, anche solo parziali, di brani del repertorio del The Alan Parsons Project.
Time and tide will carry me
From the last goodbye
I can hear don't answer me
With the sky in your eye
When the raven tapped upon your door
He was singing your own tune
Son of wolf
And father of words
The curtains closed too soon
Fare thee well»
Il tempo e la marea mi porteranno
Dall'ultimo addio
Posso sentire, non rispondermi
Con il cielo negli occhi
Quando il corvo bussò alla tua porta
Stava cantando la tua melodia
Figlio del lupo
E padre delle parole
Le tende si sono chiuse troppo presto
Addio»
(Alan Parsons luglio 2022. Ultime strofe del brano Fare Thee Well, dal booklet del cd From the New World - Deluxe Collector's Edition Box Set, 2022)
The SecretBrano cantato da Mark Mikel con sonorità anni '80.
UroborosRilasciato in anteprima, il 25 maggio 2022, come singolo con un video clip che esprime appieno il senso del titolo e del cantato. Il brano è cantato da Tommy Shaw degli Styx e manifesta tutta la perfezione maniacale che Parsons ha dedicato nell'album per la fase di ingegneria del suono. Il brano è pervaso da un ritmo rock ed ipnotico che si intreccia agli assoli di chitarra elettrica. L'uroboro, che dà il titolo al brano, è il serpente che si mangia la coda formando un cerchio senza inizio e senza fine. Rappresenta l'energia universale che si consuma e si rigenera di continuo, simboleggiando quindi l'infinito e l'eternità. Un uroboro era comparso sulla copertina dell'album Vulture Culture del The Alan Parsons Project del 1985.
Don't Fade NowIl brano, cantato da Alan Parsons, trasmette la serenità dell'ovest americano.
Give 'Em My LoveCantata da James Durbin, si ricollega alla tranquillità trasmessa dal brano precedente. Durbin modifica l'espressione del cantato da metà del brano che diviene molto più forte e più rock sostenuto dalla sempre più notevole chitarra elettrica di Joe Bonamassa.
ObstaclesIl brano è il secondo dell'album cantato da Mark Mikel e presenta vivaci collegamenti al vecchio stile dei Pink Floyd.

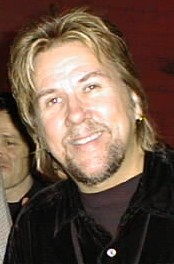
David Pack nel 2000. Canta il brano I Won't Be Led Astray.

I Won't Be Led AstraySecondo singolo rilasciato prima dell'uscita dell'album, il 23 giugno 2022. Cantato da David Pack con i cori di Alan Parsons e gli assoli di chitarra di Joe Bonamassa. Per questo brano Parsons si è avvalso anche della collaborazione alle chitarre di Tim Pierce ed alle tastiere di Kim Bullard. Il brano è potente ed evocativo, con Pack che effettua numerosi cambi di ritmo e tono. David Pack ha cantato in tre brani nel primo album da solista di Alan Parsons, Try Anything Once del 1993, The Three Of Me, I'm Talkin' To You e Oh Life (There Must Be More).
You Are The LightCantato da Alan Parsons, è un brano radio pop friendly.
HalosBrano cantato da P.J. Olsson che risulta molto ritmico ed in cui Parsons coniuga abilmente la melodia il cantato e l'elettronica. Quasi al secondo minuto del brano ne comincia uno interamente strumentale, vecchio marchio di fabbrica del Project, che è stato molto apprezzato da alcuni critici musicali. In un minuto di crescendo di elettronica, Parsons riesce a ricreare atmosfere cinematografiche che portano alla memoria il minuto strumentale di Psychobabbledall'album Eye in the Sky del 1982, dove venne ricreato un crescendo strumentale di tensione e terrore cinematografico.
Goin' HomeBrano cantato da Parsons in cui viene realizzata una nuova versione della canzone, basata sulla sinfonia n°9 in mi minore di Dvorak, con il testo scritto da uno degli studenti di Dvorak, William Arms Fisher nel 1922. Il titolo era Goin' Home e la canzona è stata già eseguita in molteplici versioni da molti grandi artisti. In tempi più recenti una versione strumentale è stata utilizzata in uno spot pubblicitario della Hovis riproposto più volte sin dal 1973.

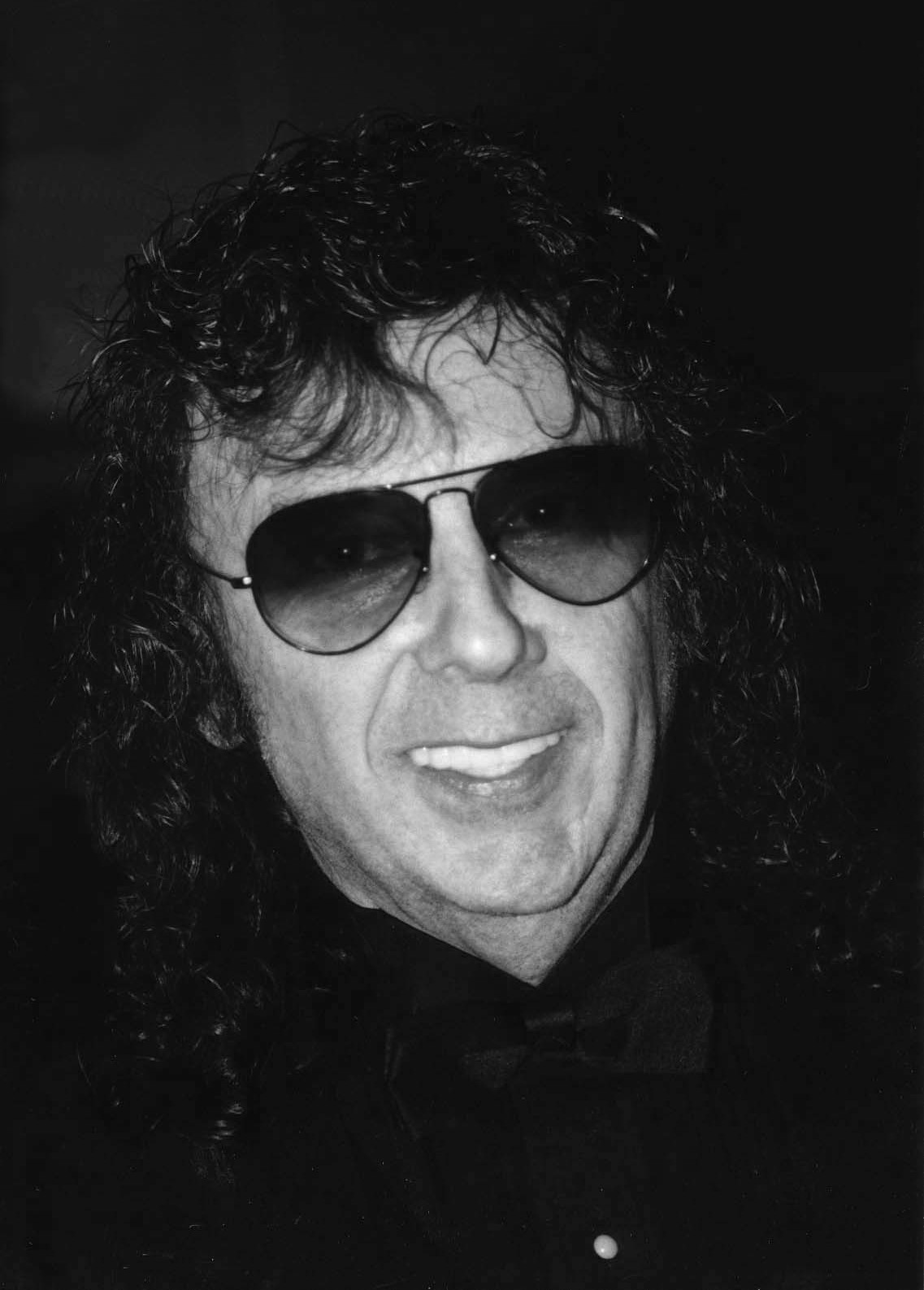
Phil Spector nel 2000. Scrittore e produttore nel 1963 del brano Be My Baby, di cui Tabitha Fair canta la cover.

Be My BabyBrano interpretato da Tabitha, figlia della seconda moglie di Parsons, è la cover del brano anni '60 delle The Ronettes, scritta e prodotta da Phil Spector nel 1963, che fu definito da Brian Wilson, il più grande pezzo pop mai realizzato. Nel 1987 Be My Baby fu inserito nella colonna sonora del film Dirty Dancing con Patrick Swayze.

## Formazione

### Leader
- Alan Parsons – voce (traccia 4,8,10), cori (traccia 7), autore testi e musiche (traccia 1,2,3,4,5,6,7,8,9), riadattamento testo e musica (traccia 10), ingegnere del suono, produttore

### Altri collaboratori

#### Cantanti
- P.J. Olsson - voce (traccia 4,9), cori (traccia 4,9), basso (traccia 9), tastiere (traccia 9), programmazione (traccia 9), autore testo e musica (traccia 9)
- Mark Mikel - voce (traccia 2,6), cori (traccia 2,6), swarmandal (traccia 2), autore testo e musica (traccia 2,6)
- Todd Cooper - voce (traccia 1), cori (traccia 1,4,8), sassofono (traccia 1), autore testo e musica (traccia 1,3)
- Dan Tracey - voce (traccia 8), cori (traccia 4,8), chitarre (traccia 1,4,8,9,11), autore testo e musica (traccia 8,9)
- James Durbin - voce (traccia 5), cori (traccia 5), chitarre (traccia 5), autore testo e musica (traccia 5)
- Tommy Shaw - voce (traccia 3), cori (traccia 3)
- David Pack - voce (traccia 7)
- Tabitha Fair - voce (traccia 11), cori (traccia 11)
- Doug Powell - cori (traccia 1,3), tastiere (traccia 1,3), chitarre (traccia 1,3,8), autore testo e musica (traccia 1,3)
- Chris Shutters - cori (traccia 2)
- Scott Hunt - cori (traccia 6)

#### Musicisti

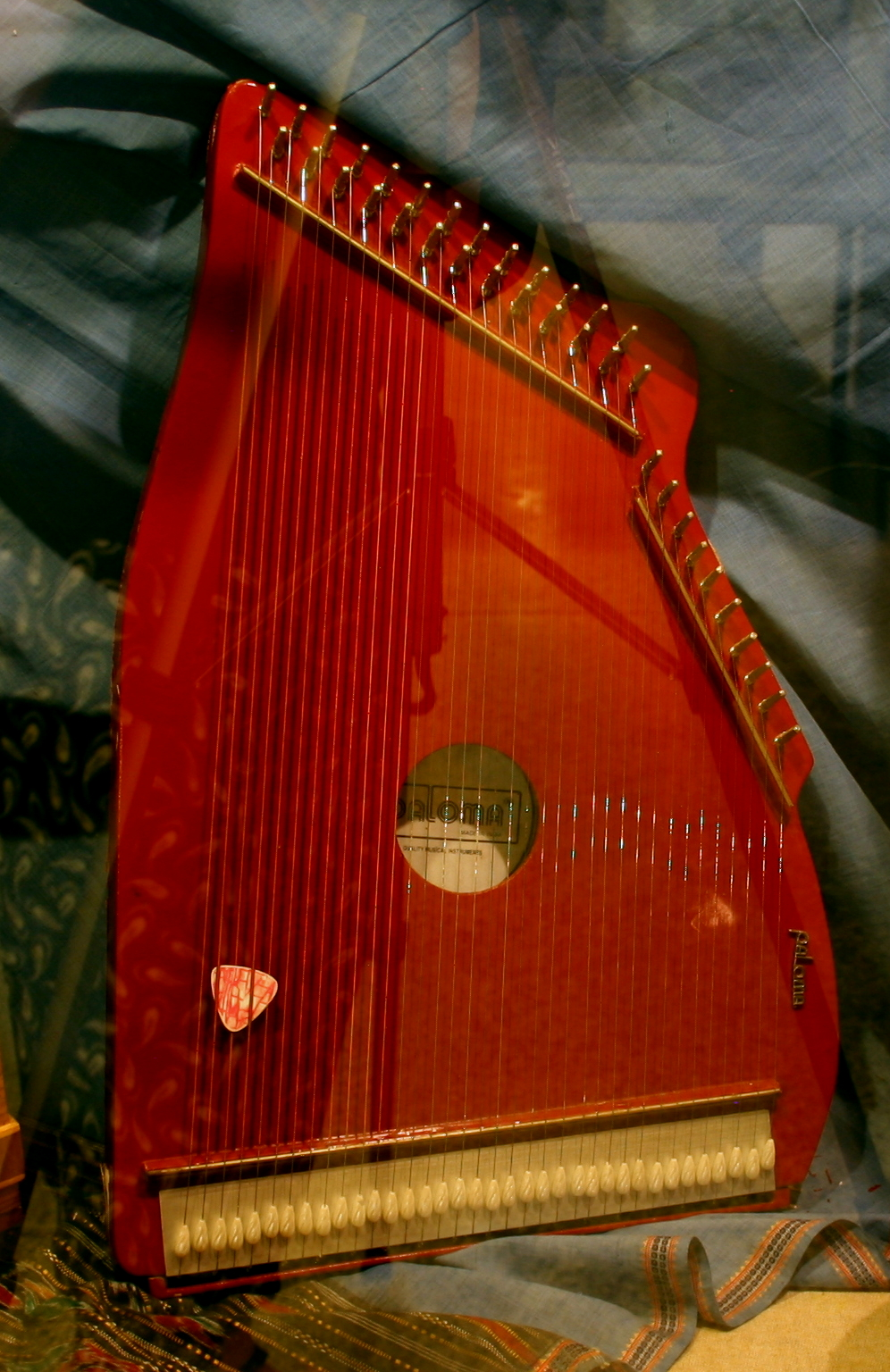
Swarmandal o arpa indiana, Mark Mikel la suona nel brano The Secret.

disegno medievale di un uroboro, da cui prende il nome l'omonimo brano dell'album.

- Guy Erez - basso (traccia 1,2,3,4,5,6,7,8,9,10,11), autore testo e musica (traccia 2,4)
- Danny Thompson - batteria (traccia 1,2,3,4,5,7,8,9,10,11), percussioni (traccia 2,6,11)
- Jeff Kollman - chitarre (traccia 1,2,3,4,6,7,8,9,10,11), autore testo e musica (traccia 2,6)
- Tom Brooks - tastiere (traccia 2,3,4,5,6,8,11), riadattamento testo e musica (traccia 10)
- Joe Bonamassa - chitarra solista (traccia 5,7)
- Kim Bullard - tastiere (traccia 7), autore testo e musica (traccia 7)
- Andy Ellis - tastiere (traccia 4)
- Matt McCarrin - tastiere (traccia 10)
- Jeff Marshall - chitarre (traccia 5)
- Tim Pierce - chitarre (traccia 7)
- Mika Larson - violoncello (traccia 7)
- Julian Colbeck - autore testo e musica (traccia 5)
- David Minasian - autore testo e musica (traccia 7)
- Keith Howland - autore testo e musica (traccia 8)
- Antonin Dvorak - autore testo e musica (traccia 10)
- William Arms Fisher - autore testo e musica (traccia 10)
- Jeff Barry - autore testo e musica (traccia 11)
- Ellie Greenwich - autore testo e musica (traccia 11)
- Phil Spector - autore testo e musica (traccia 11)

#### Orchestra
- Tom Brooks - Arrangiamento orchestrale e direzione d'orchestra (traccia 1,10,11)

## Masterizzazione
Masterizzato da Dave Donnelly presso il DNA Mastering.

## Registrazione

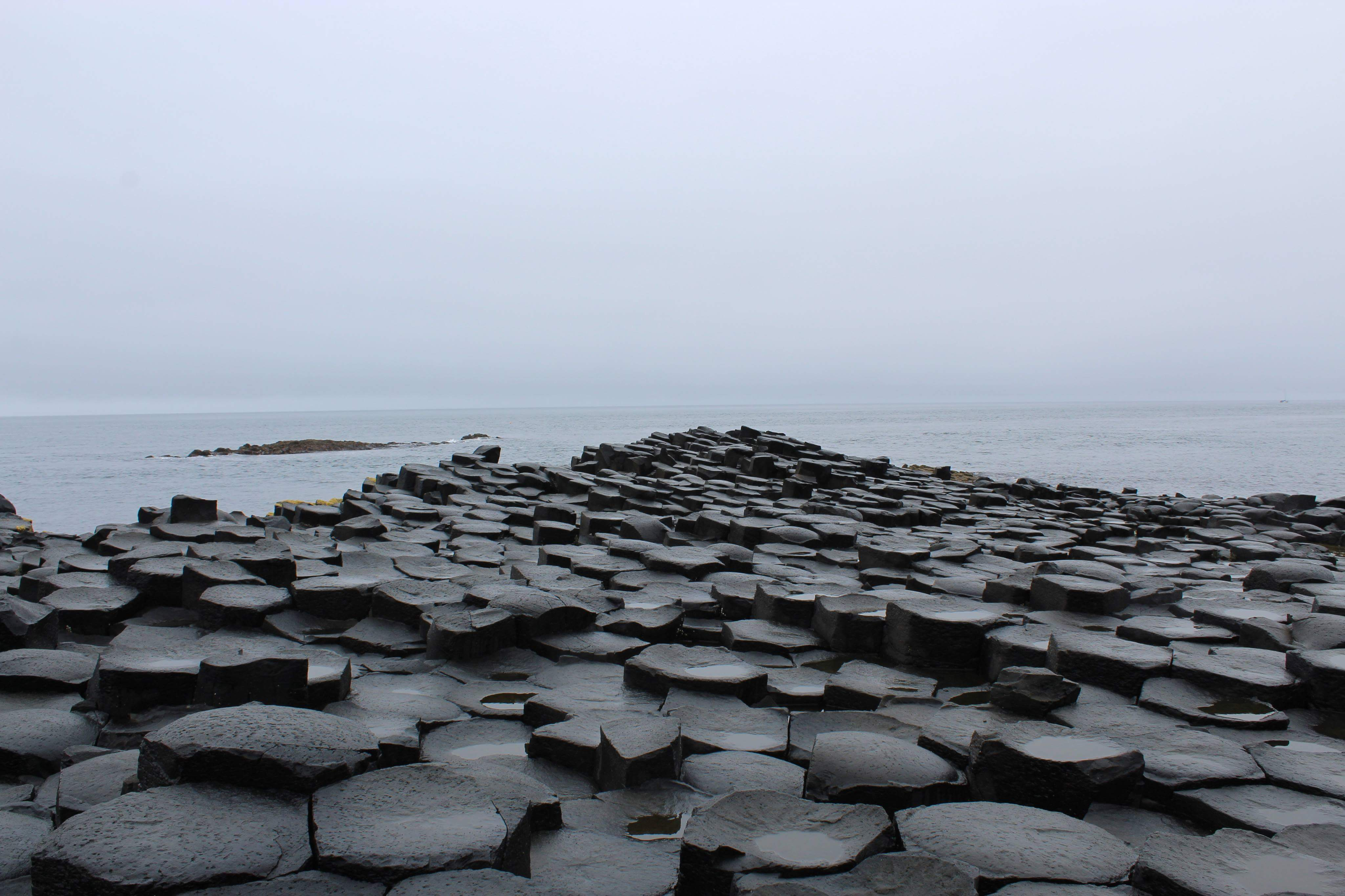
Il selciato del gigante in Irlanda del Nord. Raffigurato anche nella copertina dell'album From the New World.

From The New World è stato registrato presso il ParSonics, lo studio di registrazione personale di Alan Parsons, a Santa Barbara in California.

## Videoclip
Uroborospubblicato in anteprima il 26 maggio 2022.
I Won't Be Led Astraypubblicato in anteprima il 23 giugno 2022.
Give 'Em My Lovepubblicato in contemporanea all'uscita dell'album il 15 luglio 2022.

## Edizioni
From The New World - Deluxe Collector's Edition Box Set (2022)Il 15 luglio 2022, in concomitanza con la pubblicazione dell'album From The New World, viene realizzato un prestigioso cofanetto per i collezionisti con il seguente contenuto:
- 1 CD.
- 1 DVD.
- 1 LP in versione colorata semi trasparente.
- 1 booklet di 12 pagine.
- 1 CD ristampa di Eye 2 Eye: Live in Madrid, relativo al concerto di Madrid del 4 maggio del 2004.
- 1 maglietta con il logo di From The New World.
- 1 poster.
- 1 serigrafia numerata con la riproduzione della copertina dell'album.

## Classifiche
| Nazione         | Miglior posizione in classifica | Settimane di permanenza |
| --------------- | ------------------------------- | ----------------------- |
| Germania        | 7º                              | 3                       |
| Svizzera        | 8º                              | 4                       |
| Italia          | 18º                             | 1                       |
| Paesi Bassi     | 25º                             | 1                       |
| Scozia          | 39º                             | 1                       |
| Regno Unito     | 41º                             | 1                       |
| Austria         | 43º                             | 1                       |
| Stati Uniti     | 46º                             | 1                       |
| Francia         | 62º                             | 4                       |
| Belgio Vallonia | 73º                             | 2                       |
| Belgio Fiandre  | 91º                             | 1                       |
| Spagna          | 99º                             | 1                       |